# Trieces flexus
Trieces flexus là một loài tò vò trong họ Ichneumonidae.